# 鹿沼絵里
鹿沼 絵里（かぬま えり、1952年12月1日 - 、本名：古尾谷登志江（ふるおや としえ）、旧姓：菅沼）は、日本の女優。旧芸名は鹿沼えり。夫は俳優の古尾谷雅人（先代）。有限会社ビッグアンドエム代表。

## 来歴
東京都出身。精華学園高等部（現東海大学付属市原望洋高等学校）在学中にスカウトされ、テレビドラマ『太陽にほえろ!』でデビュー。東映、東宝、ATGなど映画でも活動。
日活ロマンポルノ『時には娼婦のように』で主役級に抜擢された。以後、1970年代後半から1980年代初めにかけて、日活を代表するポルノ女優の一人として活躍した。映画の代表作としては、若松孝二監督作品の『聖母観音大菩薩』(1977年、主演・松田英子）などがある。
1982年、共演者だった5歳年下の古尾谷雅人と30歳で結婚し、女優を引退した（のちに復帰）。
1998年、45歳でホームヘルパー1級の資格を取り、介護ヘルパーとして働き始めた。
2003年3月、古尾谷が自宅寝室で首吊り自殺し、古尾谷が残した3億円の借金は鹿沼が引き継いだ。2004年、夫の一周忌に手記『最後のキス』を出版した。
古尾谷の死後、住宅ローンは生命保険で完済したが、2004年から東京・神楽坂で経営していたスナックを2010年に閉店しており、借金の一部が返せず自己破産したことを明かしている。

## 人物
- 身長161cm。趣味は旅行。特技はスキューバーダイビング。長所は人見知りしない、人の話を聞くのが好き。短所は思い立ったらすぐしないと気がすまない。ペットは犬（プードル、チワワ）、カメ。
- 東京都内の賃貸マンションで、息子・娘と3人で暮らしている。息子は高藤疾土の芸名で俳優デビューするも、一時俳優業を退いてファミリーレストランでアルバイトをしていた。2019年に俳優再デビューの際、父が使っていた芸名を名乗り古尾谷雅人の2代目を実質襲名した。娘の水野快令は元モデルで、ジュエリー関係の仕事をしている。実家は新宿で寿司店を営んでおり、『秘密戦隊ゴレンジャー』出演時はキャストらがよく訪れていたという[5]。

## エピソード
- 『秘密戦隊ゴレンジャー』では、小山ゆうえんちで敵の戦闘員に追いかけられて高所から飛び降りるシーンの撮影の際に背中を負傷し、最終回には未出演となった[1]。残っていたアフレコは寝たままの状態で行ったという[1]。
- 女優・大原麗子は親友で、ドラマ『さりげなく憎いやつ』で共演したのをきっかけに仲良くなった。鹿沼と古尾谷雅人の結婚式では、大原麗子・森進一夫妻が媒酌人を務めた。のちに鹿沼は大原麗子からマネージャーになってほしいと頼まれたが、当時鹿沼は夫・古尾谷から家庭内暴力を受けていて、精神的な余裕がなかったため、大原の要望を断ったという[6]。

## フィルモグラフィ

### 映画
- 『実録安藤組 襲撃篇』（1973年、東映東京）- 圭子
- 『爆発! 暴走遊戯』（1976年、東映東京）- 魔子
- 『秘密戦隊ゴレンジャー 爆弾ハリケーン[注釈 1]』（1976年、東映東京）- 加藤陽子 ※原作: 石森章太郎
- 『俺の空』（1977年、東宝・東京ムービー新社）- 白川先生 ※原作: 本宮ひろ志
- 『歌麿 夢と知りせば』（1977年、太陽社）- お美代
- 『ヨコハマBJブルース』（1981年、東映セントラルフィルム）- 林ミドリ
- 『真夜中の招待状』（1981年、松竹）- 原田里江 ※原作: 遠藤周作『闇の呼ぶ声』
- 『遠雷』（1981年、ATG・にっかつ撮影所・"ニュー・センチュリー・プロデューサーズ"）- 和田敏江
- 『逃がれの街』（1983年、日本テレビ・田中プロ）- 焼鳥屋のおばさん
- 『チ・ン・ピ・ラ』（1984年、東宝）- ビビ
- 『想い出のアン』（1984年、共同映画）- 新村令子
- 『800 TWO LAP RUNNERS』（1994年、サントリー・ポニーキャニオン・"ニュー・センチュリー・プロデューサーズ"）- 中沢淑子
- 『いちご同盟』（1997年、トライアーツ）- 上原美子
- 『生霊 いきすだま IKISUDAMA』（2001年、東映）- 吉野光江
- 『不灯港』（2009年、クロックワークス）※監督: 内藤隆嗣

ポルノ映画
- 『聖母観音大菩薩』（1977年、若松プロ・ATG）- 若い女
- 『時には娼婦のように』（1978年、にっかつ）- マコ ※原案・脚本・音楽・主演: なかにし礼
- 『肉の標的・奪う!』（1979年、にっかつ）- 上条由美 ※監督: 沢田幸弘、脚本: 永原秀一
- 『天使のはらわた 名美』（1979年、にっかつ）- 土屋名美 ※原作: 石井隆
- 『宇能鴻一郎の女体育教師』（1979年、にっかつ）- あたし
- 『エロス学園 発情時代』（1979年、にっかつ）- 三原圭子
- 『団地妻 肉欲の陶酔』（1979年、にっかつ）- 岡妙子
- 『修道女 黒衣の中のうずき』（1980年、にっかつ）- 神野雪[7]
- 『スケバンマフィア 肉刑（リンチ）』（1980年、にっかつ）- サチ子
- 『朝はダメよ!』（1980年、にっかつ）- 美希
- 『看護婦日記 わいせつなカルテ』（1980年、にっかつ）- 由香
- 『宇能鴻一郎の浮気日記』（1980年、にっかつ）- 金井ゆり子
- 『女教師 汚れた放課後』（1981年、にっかつ）- 野本トモ子
- 『好色花でんしゃ』（1981年、ピンクリボン賞映画製作実行委員会）- 都築丸子 ※原作: 藤本義一『好色つれづれ』

### オリジナルビデオ
- 『ナンパ屋★KEN』（1995年、東映ビデオ）
- 『かげろう 俊のヤクザな毎日』（1997年、ケイエスエス・ケイエスエス販売）
- 『男たちの墓標 事件屋稼業』（2000年、ミュージアム）※主演: 古尾谷雅人。原作: 関川夏央・作画: 谷口ジロー「事件屋稼業 TROUBLE IS MY BUSINESS」

### テレビドラマ
- 『一心太助』第25話「よき哉江戸の春」（1972年3月26日、フジテレビ・国際放映）- お染
- 『太陽にほえろ!』（日本テレビ・東宝）
  - 第1話「マカロニ刑事登場!」（1972年7月21日）- ユカ ※マカロニ刑事編
  - 第135話「ある敗北」（1975年）- ハルミ（ホステス）※テキサス刑事編
- 『ワイルド7』第16話「アローファイヤー」（1973年、日本テレビ）- リサ ※原作: 望月三起也
- 『快傑ライオン丸』第46話「暗闇の琵琶法師 怪人ノイザー」（1973年、フジテレビ・"ピー・プロダクション"）- ゆう ※原案: うしおそうじ
- 『市川崑シリーズ・追跡』第6話「悲しき天使」（1973年、関西テレビ・C.A.L・活動屋）※原作: 三好徹『「天使」シリーズ』、『汚れた海』
- 『子連れ狼』第1部 第20話[注釈 2]「八門遁甲の陣」（1973年、日本テレビ）- 別式女 ※原作: 小池一雄・作画: 小島剛夕
- 『サインはV』（1973年、TBS）- 高木香 ※坂口良子版、原作: 神保史郎・作画: 望月あきら
- 『新十郎捕物帖・快刀乱麻』第20話「キリストの返事はいつでもイエス」（1974年、ABC）※原作: 坂口安吾「安吾捕物帖」
- 『狼・無頼控』第20話「血ぬられた発禁本」（1974年、毎日放送・映像京都）
- 『科学捜査官』第25話「狂った季節」（1974年、関西テレビ・俳優座）- 平野千枝子 ※原作: 島田一男
- 『イナズマンF[注釈 3]』第7話「大決戦! ウデスパー対イナズマン!!」（1974年、NET・東映）- "サイボーグ・ミスワン" ※原作: 石森章太郎
- ブラザー劇場『若い!先生』第9話「君が作る明日」（1974年、TBS、国際放映）- 田紀カオル
- 『電人ザボーガー』第16話「恐怖 メカボーグ誕生!!」（1974年、フジテレビ・"ピー・プロダクション"）- 一の瀬みどり・"メカボーグ・マジシャンガー"の変装 ※原案: 小池一雄
- スーパー戦隊シリーズ
  - 『秘密戦隊ゴレンジャー』（1975年 - 1977年、NET・東映）- イーグル諜報部員007・加藤陽子 ※原作: 石森章太郎
  - 『バトルフィーバーJ』（テレビ朝日・東映・東映エージエンシー）※原作: 八手三郎
    - 第1話「突撃!! 球場へ走れ」（1979年）- こうもり傘の女
    - 第52話「英雄たちの交響曲」（1980年）- 一乗寺綾子

  - 『太陽戦隊サンバルカン』第16話「悪魔が校庭を走る」（1981年、テレビ朝日・東映・東映エージエンシー）- 大村先生 ※原作: 八手三郎
- 『スパイダーマン』第10話「炎地獄にへび女の涙を見た」（1978年、東京12チャンネル・東映）- へび女（声および人間体）※原作: 八手三郎（マーベルコミックス版「スパイダーマン」より）
- 『大都会 PARTIII』第24話「冷血」（1979年、日本テレビ・石原プロ）- りえ（美容院店長）
- 『西部警察』（テレビ朝日・石原プロ）
  - 第3話「白昼の誘拐」（1979年）- 服部由美子
  - 第47話「笛吹川有情」（1980年）- 岡本妙子
  - 第83話「西から来た刑事」（1981年）- 森和子
- 黒岩重吾シリーズ『裂けた星』（1980年、毎日放送・テレパック）※原作: 黒岩重吾、演出: 神代辰巳、全2回
- 『探偵物語』第19話「影を捨てた男」（1980年、日本テレビ・東映芸能ビデオ）- 吉田礼子 ※原案: 小鷹信光
- 『大捜査線シリーズ 追跡』第7話[注釈 4]「朝日のあたる家」（1980年、フジテレビ・ユニオン映画）
- 土曜ワイド劇場（テレビ朝日）
  - 『華麗な殺しの三重奏・決闘の女』（1980年、大映映像）※原作: カトリーヌ・アルレー『泣くなメルフィー』
  - 『花嫁に手を出すな! わが子は殺人者』（1981年6月27日、にっかつ）※原作: パトリック・クエンティン『わが子は殺人者』、監督: 曽根中生
  - 『殺人日記 夫を妹に奪られた! 妻が仕組んだ完全犯罪』（1982年、C.A.L）
  - 『窓の中の殺人 離婚した女 -嫌いな前夫が私を犯す…-』（1983年、国際放映）※原作: ジョン・ディクスン・カー『皇帝のかぎ煙草入れ』
  - 『ショカツの女11 新宿西署 刑事課強行犯係』「殺人犯は元少年A? 24年間背負ってきた世間の目! 防犯カメラが捕らえた3人の容疑者!! 少年A・・・リケジョ・・・元社長・・・秘められた驚愕の真実とは?」（2015年11月21日、ABC・大映テレビ）- 野沢明美（野沢ビューティクリニック社長・赤木の知人）
- グランド劇場『池中玄太80キロ パートII』第11話「付き合ってもいいですか」（1981年、日本テレビ）※原案: 松木ひろし
- 『鬼平犯科帳』第2シリーズ 第14話「埋蔵金千両」（1981年7月10日[注釈 5]、テレビ朝日・東宝）- おけい ※萬屋錦之介版、原作: 池波正太郎
- 『プロハンター』第15話「狙われた罠」（1981年7月10日[注釈 6]、日本テレビ・セントラルアーツ）
- 傑作推理劇場『雪の螢』（1981年、テレビ朝日・東映）※原作: 森村誠一
- 『ザ・ハングマン』第41話「パリから来た殺し屋」（1981年、ABC・松竹芸能）
- 火曜サスペンス劇場（日本テレビ）
  - 『思い出さないで!!』（1981年、東京映画）※監督: 沢田幸弘
  - 『誰かが死んでいた』（1982年）
- 『特捜最前線』第243話「トランプ殺人事件の謎?!」（1982年、テレビ朝日・東映）- 水木亜紀子（秘書）
- 木曜ゴールデンドラマ（よみうりテレビ）
  - 『顔』（1982年）
  - 『仮の宿なるを』（1983年、ティンダーボックス）
  - 『赤い偽証』（1984年）※原作: 夏樹静子
- 『幻之介世直し帖』第15話「くの一地獄変」（1982年、日本テレビ・国際放映）- くの一あけび
- 木曜座『さりげなく憎いやつ』（1982年、毎日放送・渡辺企画）- 山中裕美 ※主演: 大原麗子
- ザ・サスペンス『シンデレラの葬送 その夜花嫁になにが起こったか!?』（1982年、TBS）
- 『新五捕物帳』第185話「真心のお守り袋」（1982年、日本テレビ・ユニオン映画）
- 時代劇スペシャル『大江戸無頼河内山宗俊・大名部屋に仕掛けた美女救出作戦』（1982年、フジテレビ・国際放映）※丹波哲郎版
- ライオン午後のサスペンス『私は許さない』（1984年、フジテレビ・東映）
- 月曜・女のサスペンス 文豪シリーズ第1期『疑惑のクリスマス』（1988年、テレビ東京）- 加代 ※原作: 谷崎潤一郎「途上」
- 火曜スーパーワイド『Dr.クマひげ -新宿駅ウラ診療所-』（テレビ朝日）※原作: 史村翔、作画: ながやす巧
  - 第1話「男女やさしさ物語」（1989年）
  - 第3話「純愛! 星空の上高地」（1989年）
- 『あいつがトラブル』第13話（1990年、フジテレビ・"キティ・フィルム"）
- 『ザ・刑事』第21話「襲われた別居! 不倫の果ての殺意」（1990年、テレビ朝日・東宝）- 谷村真理
- 水曜女と愛とミステリー『刑務所の医者・若宮冴子』（2004年、テレビ東京[注釈 7]・大映テレビ）※原作: 二条睦「死刑台の女 監獄女医」
- 『Xmasなんて大嫌い』（2004年12月13日 - 12月16日、日本テレビ）- 栗原良美（冬海の母・美容師）※四話連続放送
- 金曜エンタテイメント『夏樹静子サスペンス 日向夢子調停委員事件簿』第4作「復讐」（2006年、フジテレビ・アズバーズ）- 鷲津久江（鷲津の妻）※原作: 夏樹静子『最後に愛を見たのは』
- 月曜ゴールデン『ベビーシッターの危険な好奇心』（2007年11月12日、TBS・大映テレビ）- 野上律子
- 『クロスロード』第5話「再燃」（2016年3月24日、NHKBSプレミアム）

## バラエティー/情報番組
- 一枚の写真（フジテレビ）
- 爆報! THE フライデー（2013年5月24日、2017年12月15日等、TBS）

## 著書
- 『最期のキス』（2004年、講談社）